# Найдук, Осип Михайлович
Осип (Иосиф) Михайлович Найдук (укр. Йосип Михайлович Найдук, 7 января 1934 — 16 октября 2015) — советский и украинский актёр театра и кино, композитор, Заслуженный артист Украины (2008).

## Биография
Родился 7 января 1934 года в селении Лещава Горна в Польше. Отец и два старших брата погибли близ села Лещава Горна в 1945 году в бою на стороне УПА, мать с детьми была депортирована и в результате стечения обстоятельств попала в село Колындяны Чортковского района Тернопольской области.
В 1947 году окончил 7 классов и поступил в кулинарное училище в Чорткове, в годы учёбы подрабатывал подсобным рабочим в ресторане. После окончания учёбы в 1952 году работал шеф-поваром в одном тернопольском ВУЗе. В 1954 году был призвн в армию, где четыре года служил в военном оркестре. После службы поступил на второй курс Киевского музыкального училища имени Р. М. Глиэра, которое окончил в 1963 году, после чего поступил в КГИТИ имени И. К. Карпенко-Карого (окончил в 1970 году), после первого курса перевёлся на заочное отделение и поехал в Тернополь, где работал актёром Тернопольского украинского музыкально-драматического театра имени Т. Г. Шевченко, в школах учил детей хоровому пению и игре на баяне. В 1969 году его пригласили сниматься в фильме «Дума о Британке», после чего снимался во множестве фильмов. В 1970 году переехал в Киев и с тех пор работал на киностудии имени А. Довженко, принимал участие в театрализованных и музыкальных постановках, принимал участие в телепередаче «Свобода слова». Член Национального союза кинематографистов Украины.
С армейских времён Осип Найдук писал песни и музыку к ним. В его репертуаре около 250 песен, в том числе песни к кинофильмам.

## Творчество

### Роли в театре

#### Тернопольский украинский музыкально-драматический театр имени Тараса Шевченко
- «Марина» Зарудного — Назар
- «Оборона Буши» Старицкого — Денис Лобода
- «Ой, піду я в Бориславку» (по роману Ивана Франко «Борислав смеётся») — Иван
- «Ой, не ходи, Грицю, та й на вечорниці» — Остап
- «Дай серцю волю, заведе в неволю» И.Карпенко-Карого — Омелько

#### Киевская филармония
- «Велика гармонія» (постановка музыкально-поэтической элегии Василия Неволова). Постановщик Владимир Лукашев, режиссёр Андрей Бурлуцкий[4].

### Фильмография
1. 1969 — Дума о Британке
2. 1970 — Семья Коцюбинских — Грицько, адъютант Виталия Примакова
3. 1971 — Бумбараш — бандит из банды атаманши Тульчинской
4. 1972 — Случайный адрес — оперативник
5. 1972 — Всадники — немецкий офицер
6. 1973—1976 — Дума о Ковпаке — Топчий
7. 1977 — Дипломаты поневоле
8. 1977 — Право на любовь — эпизод
9. 1978 — Путь к Софии
10. 1980 — От Буга до Вислы — Жарко
11. 1981 — Ярослав Мудрый
12. 1981 — Под свист пуль
13. 1982 — Тайны святого Юра — Дмитро Горук
14. 1982 — Казнить не представляется возможным
15. 1983 — Тайна корабельных часов — Ковальчук
16. 1983 — Провал операции «Большая Медведица» — Бандеровец
17. 1983 — На вес золота
18. 1983 — Водоворот — Гаврила
19. 1984 — Украденное счастье
20. 1984 — В лесах под Ковелем — Пётр Солоед
21. 1985 — Пароль знали двое — Лобов
22. 1985 — Рассказ барабанщика — Михаил Самокиш, музыкант
23. 1985 — Женихи (укр. Женихи) — Никодим
24. 1986 — Полнолуние. Ноктюрн
25. 1987 — Суд в Ершовке
26. 1988 — Каменная душа
27. 1988 — Горы дымят
28. 1989 — Часовщик и курица
29. 1989 — Хочу сделать признание
30. 1990 — Яма
31. 1990 — Черная долина — Евдоким Верта
32. 1990 — Небылицы про Ивана
33. 1990 — Имитатор
34. 1990 — Красное вино победы — Туровец
35. 1990 — Дрянь
36. 1991 — Изгой
37. 1991 — Бухта смерти — начальник овощной базы
38. 1992 — Четыре листа фанеры — Филипенко
39. 1992 — Мелодрама с покушением на убийство — отец Петра
40. 1992 — Иван и кобыла
41. 1992 — Вишнёвые ночи — эпизод
42. 1993 — Западня — Андрей, старый селянин
43. 1993 — Преступление со многими неизвестными — Юрий Деменюк
44. 1993—1996 — Время собирать камни
45. 1995 — Украинский Соломон или казацкая правда и закон"[7] (фильм из цикла «Неизвестная Украина. Как судились когда-то в Украине. Этюды из истории права»)
46. 1995—1996 — Остров любви
47. 1996 — Кайдашева семья
48. 1996 — Невеста[8]
49. 1998 — Улыбка зверя
50. 1998 — Страсть
51. 1999 — Аве Мария
52. 2000 — Чёрная рада
53. 2000 — Непокоренный — эпизод
54. 2000 — Тарас Шевченко. Завещание[6]
55. 2002 — Прощание с Каиром — эпизод
56. 2002 — Золотая лихорадка
57. 2003 — Завтра будет завтра
58. 2004 — Железная сотня
59. 2004 — Стук сердца[9]
60. 2004 — Сорочинская ярмарка — пан
61. 2005 — Возвращение Мухтара-2
62. 2005—2007 — Запороги
63. 2006 — Мой принц
64. 2006 — Мертвый, живой, опасный
65. 2007 — Семь дней до свадьбы
66. 2007 — Прощёное воскресенье
67. 2007 — На мосту
68. 2007 — Знак судьбы
69. 2008 — Богдан Зиновий Хмельницкий[6]
70. 2008 — Тормозной путь
71. 2008 — Река
72. 2008 — Таинственный остров — смотритель кладбища[6],[10]
73. 2008 — Владыка Андрей[11]
74. 2009 — Сваты 3
75. 2009 — В Париж!
76. 2013 — Параджанов — Петро

## Награды
- Заслуженный артист Украины (2008).